# 卡尔·弗里德里希 (霍亨索伦)
卡尔·弗里德里希·埃米希·迈因拉德·本笃·菲德里斯·玛利亚·米迦勒·格洛尔德（Karl Friedrich Emich Meinrad Benedikt Fidelis Maria Michael Gerold；1952年4月20日—），出生于锡格马林根。霍亨索伦亲王。是霍亨索伦亲王弗里德里希·威廉与妻子莱宁根的玛格丽塔公主的长子。霍亨索伦亲王继承人和罗马尼亚王位继承人。卡尔畢業於弗里堡大學工商管理系，也是一个乐队的成员。

## 家庭
1985年5月17日卡尔·弗里德里希在西格玛林根与克莱门斯·安东·申克·冯·施陶芬贝格伯爵与妻子沃尔夫-梅特涅的克莱门汀·伊丽莎白女伯爵之女亚历山德拉·申克·冯·施陶芬贝格女伯爵结婚。现有一子三女。
- 亚历山大·弗里德里希·安东尼乌斯·约翰内斯（Alexander Friedrich Antonius Johannes，1987年3月16日－）；
- 菲利帕·玛丽·卡洛琳娜·伊莎贝拉（Philippa Marie Carolina Isabelle，1988年11月2日－）；
- 弗拉敏娜·皮娅·艾丽卡·斯蒂芬妮（Flaminia Pia Eilika Stephanie，1992年1月9日－）；
- 安东尼娅·伊丽莎白·乔治娜·塔季扬娜（Antonia Elisabeth Georgina Tatiana，1995年6月22日－）。

二人于2010年1月21日离婚。
2010年7月17日卡尔·弗里德里希与卡特琳娜·德·佐摩尔结婚。
2010年9月16日，弗里德里希·威廉亲王去世，卡尔·弗里德里希成为霍亨索伦亲王。